# Mario Scalesi
Mario Scalesi (Tunisi, 6 febbraio 1892 – Palermo, 13 marzo 1922) è stato un poeta e critico letterario italiano.

## Biografia
Nato a Tunisi (all'epoca territorio francese) da genitori di origini italiane (il padre era di Trapani, la madre aveva ascendenti maltesi e genovesi). Quando aveva cinque anni, una caduta dalle scale lo aveva reso invalido. Non godeva, inoltre, delle simpatie dei “monelli” del suo quartiere, nel centro storico di Tunisi. Frequentò la scuola primaria francese di Tunisi, ma ben presto dovette cercarsi un'occupazione per alleviare la precaria situazione economica della propria numerosa famiglia. Fu assunto come ragioniere. 
Collaborò, come raffinatissimo critico letterario, con i periodici di Tunisi «Soleil» e «La Tunisie Illustrée», da cui lanciò le sue originali tesi a favore di una “letteratura nordafricana” autentica ma che si sentisse parte integrante della “patria” francese, piuttosto che essere vittima dell'esotismo.
La sua salute s'incrinò sempre di più, anche a causa di un'esistenza scarsa di affetti. Probabilmente affetto dalla malattia di Pott, dopo un periodo di ricovero nell'Ospedale Coloniale Italiano “G. Garibaldi”, il 30 settembre del 1921 fu trasferito in Italia, alla Vignicella, il nosocomio psichiatrico di Palermo. Aveva, infatti, mantenuto anche la nazionalità del padre. Dalle cartelle cliniche, risulta essere deceduto per “marasmo”. La sua salma sarebbe finita in una fossa comune. 
La sua unica raccolta poetica Les poèmes d'un Maudit, è stata pubblicata postuma in francese, in varie edizioni, ed è stata accolta, sin dagli anni Trenta dello scorso secolo, da critiche favorevoli in Francia e dal consenso di francesisti di varie parti del mondo; è stata apprezzata anche in molti Paesi europei, oltre che in Tunisia e altri Stati arabi. È ritenuto uno dei “padri” della letteratura magrebina di espressione francese.
Uno dei maggiori poeti tunisini contemporanei, Moncef Ghachem ha, in un'intervista, dichiarato: «Je suis un fils de Mario Scalesi».

## Edizioni
- Les Poèmes d'un Maudit, a cura della Société des Ecrivains de l'Afrique du Nord, Parigi, Belles Lettres, 1923.
- Poémes d'un Maudit, prefazione di J. Durel, Tunisi, Kahéna, 1930.
- Les Poèmes d'un Maudit, Tunisi, Saliba, 1935.
- Les Poèmes d'un Maudit [Quatrième édition, par les soins du Pr. A. Bannour], Tunisi, Mario Scalesi & Abel Krandof, 1996. ISBN 9973-17-725-8

### Traduzioni in italiano
- Les Poèmes d'un Maudit. Le liriche di un Maledetto. La poesia mediterranea di un italiano di Tunisi, traduzione, saggio introduttivo e cura di Salvatore Mugno, presentazione di Renzo Paris, con un contributo di Yvonne Fracassetti Brondino e una nota di Dino Grammatico, Palermo, Isspe, 1997.
- Les Poèmes d'un Maudit. Le liriche di un Maledetto, traduzione e cura di Salvatore Mugno, Mercato S. Severino (SA), Edizioni Il Grappolo, 2006. ISBN 88-88207-99-6
- Le poesie di un Maledetto, traduzione, saggio introduttivo e cura di Salvatore Mugno, Massa, Transeuropa, 2020. ISBN 9788831249805

### Traduzioni in arabo
- Les Poèmes d'un Maudit, traduit en langue tunisienne par Hédi Balegh, Tunisi, Artypo, 2010 (con testo francese a fronte). ISBN 978-9973-0-5727-3

## Critica
- A. PELLEGRIN, La Littérature nord-africaine, Tunisi, Bibliothèque Nord-Africaine, 1920.
- M. HELLER, «Annales Africaines», Algeri, 20 giugno, 1922.
- P. MILLE, «Les Temps», Parigi, 29 novembre 1933.
- P. MILLE, «Les Nouvelles Littéraires», Parigi, 2 dicembre 1933.
- Y.G. Le DANTEC, Le mouvement poétique, «Revue des duex mondes», Parigi, 15 ottobre 1935, n. 5.
- C.M. ROBERT, «Afrique», Algeria, 1936; poi in plaquette: Un poète maudit. La Passion de Marius Scalési, Algeri, Editions d'Afrique, 1936.
- P. RONZY, Un poète italo-maltais d'expression française: Mario Scalesi (1892-1922), «La Rassegna della letteratura italiana», voll. 44-45, Istituto universitario di Magistero Genova, Firenze, Sansoni, 1936.
- Y. CHATELAIN, La vie littéraire et intellectuelle en Tunisie de 1900 à 1937, Parigi, Librairie Orientaliste, pp. 158-159.
- A. CORPORA, Onoranze a Mario Scalesi, «L'Unione», Tunisi, 30 gennaio 1937.
- Documenti nouveaux sur Mario Scalesi, «Giornale storico della letteratura italiana», vol. 109, Loescher, 1937.
- «Oriente moderno», vol. XVIII, 1938. ht
- L'Archer, vol. 9, 1º gennaio 1938.
- Hommage à Marius Scalési, a cura della Società degli Scrittori dell'Africa del Nord, Tunisi, Kahéna, 1939.
- E. GUERNIER, Tunisie, Editions de l'Émpire français, 1948
- G. D'AGUANNO, Grandeur de Mario Scalési, poète maudit, Trapani, Corrao, 1958.
- N. PASOTTI, Italiani e Italia in Tunisia, Roma, Finzi, 1964.
- A. CARACCIO, Mélanges franco-italiens de littérature, Presses universitaires de France, 1966.
- H. BALEGH, Marius Scalési: "Poèmes d'un Maudit", «Revue Tunisienne de Sciences Sociales», 1978, n. 53.
- R. RAINERO, La rivendicazione fascista nella Tunisia, Milano, Marzorati, 1978.
- B. P. PINO, Stèle a Mario Scalesi, «Echanges», Thonon (Francia), 1981, n. 2.
- N. GRAPOTTE, Marius Scalési, «Perspectives Méditerranéennes», Parigi, 1984, n. 20.
- M'BAREK GHARIANI, Les destins croisés de Scalési et de Abul-Kacem, «Le Temps», Tunisi, 11 settembre 1984.
- P. GRENAUD, La littérature au soleil du Maghreb: de l'antiquité à nos jours, L'Harmattan, 1993
- J. FONTAINE, Histoire de la littérature tunisienne, Tunisi, Sahar, 1994, II tomo.
- J. L. JOUBERT, Littératures francophones du Monde Arabe. Anthologie, Editions Nathan, Parigi, 1994, pp. 126-128. ISBN 2-09-882200-6
- R. BOURKIS, Colloque international sur Mario Scalesi, «le Temps», Tunisi, 12 marzo 1997.
- M. GHACHEM, Traversée. Avec Scalesi et Garmadi, «Tunisie Plurielle», Tunisi, 1997, n. 1.
- M. EL HOUSSI - M. M'HENNI - S. ZOPPI (a cura di), Regards sur la littérature tunisienne, Roma, Bulzoni Editore, 1997, pp. 71 e ss.
- G. TOSO RODINIS, Marius Scalési: un poeta italo-tunisino alle porte del XX secolo, in Letteratura di Frontiera. Littératures Frontalières, Roma, Bulzoni, 1998, p. 215.
- «La Presse littéraire» en italien, «La Presse littéraire», Tunisi, gennaio 1998.
- M. SCALESI, Comunione, «Il Grande Vetro», Pisa, a. XXII, n. 141, febbraio-marzo 1998.
- N. RADHOUANE, Littérature tunisienne de langue française. Elle ne mourra pas jeune, «le Temps», Tunisi, 18 marzo 1998.
- S. DI MARCO, Mario Scalesi e le liriche di un poeta maledetto, «Il Mediterraneo», Palermo, 17 febbraio 1998 (lo stesso testo è anche apparso in "Pagine dal sud", Ragusa, aprile 1998, col titolo Un poeta "siciliano di Tunisi". Mario Scalesi).
- M. GERRATANA, Scalesi, poeta maledetto e grandissimo, «Giornale di Sicilia», 28 giugno 1998.
- F. VINCI, Le tenebrose liriche di un poeta "maledetto", «Oggi Sicilia», Palermo, 9 luglio 1998.
- J. FONTAIN, Mario Scalesi et la Bible, in Recherches sur la littérature arabe, Tunisi, Ibla, 1998.
- M. BRONDINO, La stampa italiana in Tunisia: storia e società: 1838-1956, Milano, Jaca Book, 1998.
- R. BIVONA, Mario Scalesi, Les Poèmes d'un Maudit. Le Liriche di un Maledetto. La poesia mediterranea di un italiano di Tunisi, in «Annuaire de l'Afrique du Nord», XXXVI 1997, Parigi, CNRS Editions, Parigi, 1999, p. 561.
- R. PARIS, Ragazzi a vita in Poesia '98. Annuario, a cura di Giorgio Manacorda, Roma, Castelvecchi, 1999, p. 93.
- Yvonne Fracassetti Brondino, Mario Scalesi contro l'esotismo metropolitano, in Viaggiatori d'Oriente e d'Occidente, a cura di Radhouan Ben Amara, Cagliari, 1999 ISBN 88-8374-001-7 http://www.edizioniav.it/ITA/05-Letteratura/02.html Archiviato il 4 marzo 2016 in Internet Archive.
- S. MUGNO, Mario Scalesi, italiano di Tunisi e poeta maudit. Alle origini della poesia nordafricana di espressione francese, «Inoltre» (Milano), 2000.
- Sicilia, Tunisia e la poesia di Mario Scalesi, a cura di Salvatore Mugno, presentazione di M. G. Pasqualini, Palermo, Isspe, 2000 (Atti di convegno). http://www.trapaninostra.it/libri/salvatoremugno/Sicilia_Tunisia/Sicilia_Tunisia.htm
- S. FINZI (a cura di), Memorie italiane di Tunisia. Mémoires italiennes de Tunisie, Tunisi, Ambasciata d'Italia - Istituto di Cultura, Tunisi, 2000.
- F. TOSO, Mario Scalési: identità plurale, destino individuale, dramma universale, Università degli Studi di Udine (sede di Pordenone), 2000, http://all.uniud.it/all/simp/num3/articoli/art11.html[collegamento interrotto]
- J. C. VEGLIANTE, La traduction-migration: déplacements et transferts culturels Italie-France, XIXe-XXe siécles, L'Harmattan, 2000.
- A. LORETI, The travelling of cultures in Francophone Tunisian literature, 2000 http://www.afribd.com/article.php?no=7000[collegamento interrotto]
- F. PETROCCHI D'AURIA, Tra nazionalismo e cosmopolitismo: “Dante” (1932-1940): una rivista italiana di poesia a Parigi, Edizioni Scientifiche italiane, 2000
- A. BANNOUR (textes présentés par), Actes du colloque "Mario Scalési, poète méditerranéen" (13,14 et 15 mars 1997), Université de Tunis, Faculté de Sciences Humaines et Sociales, Tunis, 2001, volume XVI. ISBN 9973-922-64-6
- G. D'AGOSTINO, Meridione. Sud e Nord nel Mondo, Edizioni scientifiche italiane, 2001
- A. GERBINO, Sicilia, poesia dei mille anni, Caltanissetta, Sciascia Editore, 2001, p. 404.
- E. GIANOTTI – G. MICCICHE'- R. RIBERO, Migrazioni nel Mediterraneo: scambi, convivenze e contaminazioni tra Italia e Nordafrica, L'Harmattan Italia, 2002.
- C. FERRINI, L'Imaginaire du Maghreb a la naissance de l'Etat Italien: trois oeuvres par trois ecrivains: Edmondo de Amicis, Emilio Salgari, Mario Scalesi des annees 70 du XIXe siecle aux annees 20 du XXe siecle, «Revue d'histoire maghrebine» (Zaghouan, Tunisia), 112, 2003, 459-488.
- Y. FRACASSETTI BRONDINO, Mario Scalesi: precursore della letteratura multiculturale nel Maghreb, in I volti dell'altro. Letteratura della diaspora e migranti, a cura di Paola Boi e Radhouan Ben Amara, AV, Cagliari, 2004 http://www.edizioniav.it/ITA/05-Letteratura/13.html Archiviato il 10 maggio 2006 in Internet Archive.
- V. COTESTA, Le identità mediterranee e la Costituzione europea: atti del convegno internazionale, Università degli studi di Salerno, 19-20 febbraio 2003, vol. I, Soveria Mannelli, Rubbettino, 2005.
- R. BADALÌ, Satura: studi in onore di Franco Lanza, Viterbo, Università degli studi della Tuscia. Istituto di studi romanzi, 2003.
- Interférences culturelles et écriture littéraire: actes du colloque organisé au siege de l'académie du 7 au 9 janvier 2002, Académie tunisienne des sciences, des lettres et des arts, Beit al-hikma, 2003
- L. SCARLINI, La paura preferita. Islam: fascino e minaccia nella cultura italiana, Milano, Bruno Mondadori, 2005.
- G. MARILOTTI, L'Italia e il Nord Africa: l'emigrazione sarda in Tunisia, 1848-1914, Carocci, 2006
- S. FERLITA, Scalesi il maledetto nelle stanze della Vignicella, «La Repubblica», 15 novembre 2007.
- D. LAGUILLON HENTATI - S. FINZI (a cura di), Poesti e scrittori italiani di Tunisia. Poètes et ecrivains italiens de Tunisie, Tunisi, Edizioni Finzi, 2007, pp.237-240. ISBN 978-9973-63-012-4
- G. DUGAS, La Méditerranée de Audisio à Roy, Manucius, 2008.
- D. MELFA, Sguardi italiani nelle Piccole Sicilie di Tunisia, in Quaderni del dipartimento di studi politici. Università degli Studi di Catania, a cura di S. Aleo e G. Barone, Milano, Giuffrè Editore, 2008.
- «Revue de littérature comparée», Champion, 2008.
- S. MUGNO, Ash-Shabbi e Scalesi, in Abu'l-Qasim Ash-Shabbi, I canti della vita, traduzione dall'arabo di Imed Mehadheb, rivisitazione poetica di Gëzim Hajdari, saggio introduttivo e cura di Salvatore Mugno, prefazione di Abderrazak Bannour, postfazione di Aldo Nicosia, Trapani, Di Girolamo Editore, 2008, pp. 41-44. ISBN 978-88-87778-20-5
- V. CONSOLO, I muri d'Europa, 11 giugno 2009 http://www.mesogeamag.it/voci-e-pensieri/item/10-i-muri-deuropa.html#8[collegamento interrotto]
- F. M. CORRAO (a cura di), Le rivoluzioni arabe. La transizione mediterranea, Milano, Mondadori Università, 2011, p. 215 e 252. ISBN 978-88-6184-185-7
- E. TARTAMELLA, Emigranti anomali, Trapani, Maroda Editori, 2011.
- G. TERESI – G. GRUPPOSO, Marius Scalési, expression de l'identité humaine en terre méditerranéenne, 2011, pp. 7, 14-15 e ss. https://it.calameo.com/read/000772552f943b969e978
- M. GHACHEM, Lettori di Scalesi, in Il salto del cefalo. Storie di pesci, barche e marinai di Mahdia, Messina, Mesogea, 2013, pp. 125-137. ISBN 978-88-469-2114-7
- C. NDIAYE, Introduction aux littératures francophones, Montréal, Presses de l'Université de Montréal, 2018 http://books.openedition.org/pum/10661
- S. TROVATO, Quanto i pazzi tornarono ad essere umani. Sguardi sul mondo che nessuno vedeva, «Giornale di Sicilia», 3 gennaio 2019.
- S. TROISI, Ordinaria follia, com'è intenso il racconto dei manicomi, «La Repubblica», 6 gennaio 2019.